# 刘人怀
刘人怀（1940年7月—），四川成都人，中国板壳结构分析与应用专家，中国工程院院士。现任澳门科技大学常务副校长。

## 生平
1963年毕业于兰州大学数学力学系。先后在兰州大学、中国科学技术大学任教，1986年2月至1991年11月任原上海工业大学(现上海大学)教授。1991年调任暨南大学副校长，1995年底任校长。1999年当选中国工程院机械与运载工程学部院士，2000年又当选中国工程院工程管理学部首批院士。

## 头衔
- 中国力学学会副理事长
- 国家自然科学基金委员会力学学科评审组委员
- 中国振动工程学会理事长
- 中国复合材料学会副理事长
- 教育部科技委管理科学部主任
- 黄河科技学院学术委员会主任委员、校博士后科研工作站首席科学家[2]